# Neochanna
Neochanna är ett släkte av fiskar. Neochanna ingår i familjen Galaxiidae.
Kladogram enligt Catalogue of Life:
| Neochanna | \| \| Neochanna apoda \| \| \| \| \| \| Neochanna burrowsius \| \| \| \| \| \| Neochanna cleaveri \| \| \| \| \| \| Neochanna diversus \| \| \| \| \| \| Neochanna heleios \| \| \| \| \| \| Neochanna rekohua \| \| \| \| |
|           | \| \| Neochanna apoda \| \| \| \| \| \| Neochanna burrowsius \| \| \| \| \| \| Neochanna cleaveri \| \| \| \| \| \| Neochanna diversus \| \| \| \| \| \| Neochanna heleios \| \| \| \| \| \| Neochanna rekohua \| \| \| \| |
|           | Aplochiton |
|           | |
|           | Brachygalaxias |
|           | |
|           | Galaxias |
|           | |
|           | Galaxiella |
|           | |
|           | Lovettia |
|           | |
|           | Paragalaxias |
|           | |
|           | Neochanna apoda |
|           | |
|           | Neochanna burrowsius |
|           | |
|           | Neochanna cleaveri |
|           | |
|           | Neochanna diversus |
|           | |
|           | Neochanna heleios |
|           | |
|           | Neochanna rekohua |
|           | |

|  | Neochanna apoda      |
|  |                      |
|  | Neochanna burrowsius |
|  |                      |
|  | Neochanna cleaveri   |
|  |                      |
|  | Neochanna diversus   |
|  |                      |
|  | Neochanna heleios    |
|  |                      |
|  | Neochanna rekohua    |
|  |                      |